# Eizo
Eizo Corporation (яп. 株式会社ナナオ Кабусики-гайся Нанао) (TYO: 6737) или Эйдзо — японская компания-производитель профессиональных компьютерных дисплеев. Основана в марте 1968 года, но получила своё нынешнее название лишь в 1999 году, когда компании Nanao Corporation и Eizo слились в единую корпорацию. Штаб-квартира находится в городе Хакусан префектуры Исикава.
Слово «эйдзо» (яп. 映像 эйдзо:, ромадзи eizō) в японском языке означает «отражение».

## История названия компании
В 1968 году в городе Хакуй префектуры Исикава была основана компания Hakui Electronic Corporation, занимавшаяся производством телевизоров.
В марте 1978 года компания была переименована в Nanao Corporation. В 1976 году началось производство промышленных мониторов, а в 1981 году — мониторов для персональных компьютеров.
Торговая марка Eizo появилась в Европе в 1985 году, после основания компании Hitec Associates Ltd., посредством которой осуществлялась продажа продукции Nanao Corporation на европейском рынке. В то же время были основаны офисы в США для продвижении продукции компании под маркой NANAO.
В январе 1990 года Hitec Associates Ltd. была переименована в Eizo Corporation. Девять лет спустя компании Nanao Corporation и Eizo Corporation объединились и, таким образом, компания получила имя Eizo Nanao Corporation.

## Продукция
- ЖК-мониторы
- Сенсорные панели
- Принадлежности для мониторов и сенсорных панелей

## История
- 1968: основание компании Hakui Electronic Corporation в городе Хакуй.
- 1973: компания Hakui Electronic Corporation переименована в Nanao Corporation.
- 1981: строительство фабрики в городе Матто[англ.] (в настоящее время Хакусан).
- 1984: основана компания Hitec Associates Ltd. для продажи продукции Nano Corporation на европейском рынке.
- 1985: начало продаж мониторов под торговой маркой Eizo в Европе. Основание в Калифорнии компании Nanao USA Corporation, которая позже была переименована в Eizo Nanao Technologies Inc. Начало продаж мониторов под торговой маркой NANAO в США.
- 1990: Hitec Associates Ltd. переименована в Eizo Corporation.
- 1992: образование компании Eizo Sweden AB в Швеции. Позже Eizo Sweden AB была переименована в Eizo Europe AB.
- 1993: качественно новый уровень организации производственного процесса — по стандарту ISO 9002.
- 1996: продукция под маркой EIZO.
- 1997: новый уровень организации производственного процесса — по стандарту ISO 9001.
- 1998: образование Eizo Support Network Corporation в Матто. Налажено послепродажное обслуживание в семи офисах в Японии. Во всех подразделениях компании принят стандарт экологического менеджмента — ISO 14001.
- 1999: Слияние Nanao Corporation с Eizo Corporation под новым названием Eizo Nanao Corporation.
- 2002: Eizo Nanao Corporation проводит первичное публичное предложение акций и выходит на Токийскую фондовую биржу — во второй раздел (для новых и некрупных предприятий), а затем переходит в первый раздел, как крупное предприятие.
- 2005: Основание Eizo Nanao AG совместно с EXCOM AG в швейцарском селе Ау-Веденсвиль. Eizo Nanao AG занимается в основном продажей и распространением ЖК-мониторов в секторах полиграфии, радиологии и финансов.
- 2007: EIZO открывает исследовательскую лабораторию в Хакусане площадью 13 000 м², рассчитанную на 600 работников. В том же году EIZO покупает компанию Siemens A&D, занимающуюся производством мониторов для медицины. Основание компании EIZO GmbH в немецком городе Карлсруэ.